# Савватьево (Тверская область)
Савва́тьево — село (официально числится деревней) в Калининском районе Тверской области, относится к Каблуковскому сельскому поселению.
Расположено в 6 километрах к востоку от границы Твери (пос. 1 мая) на берегу реки Орша.

## История

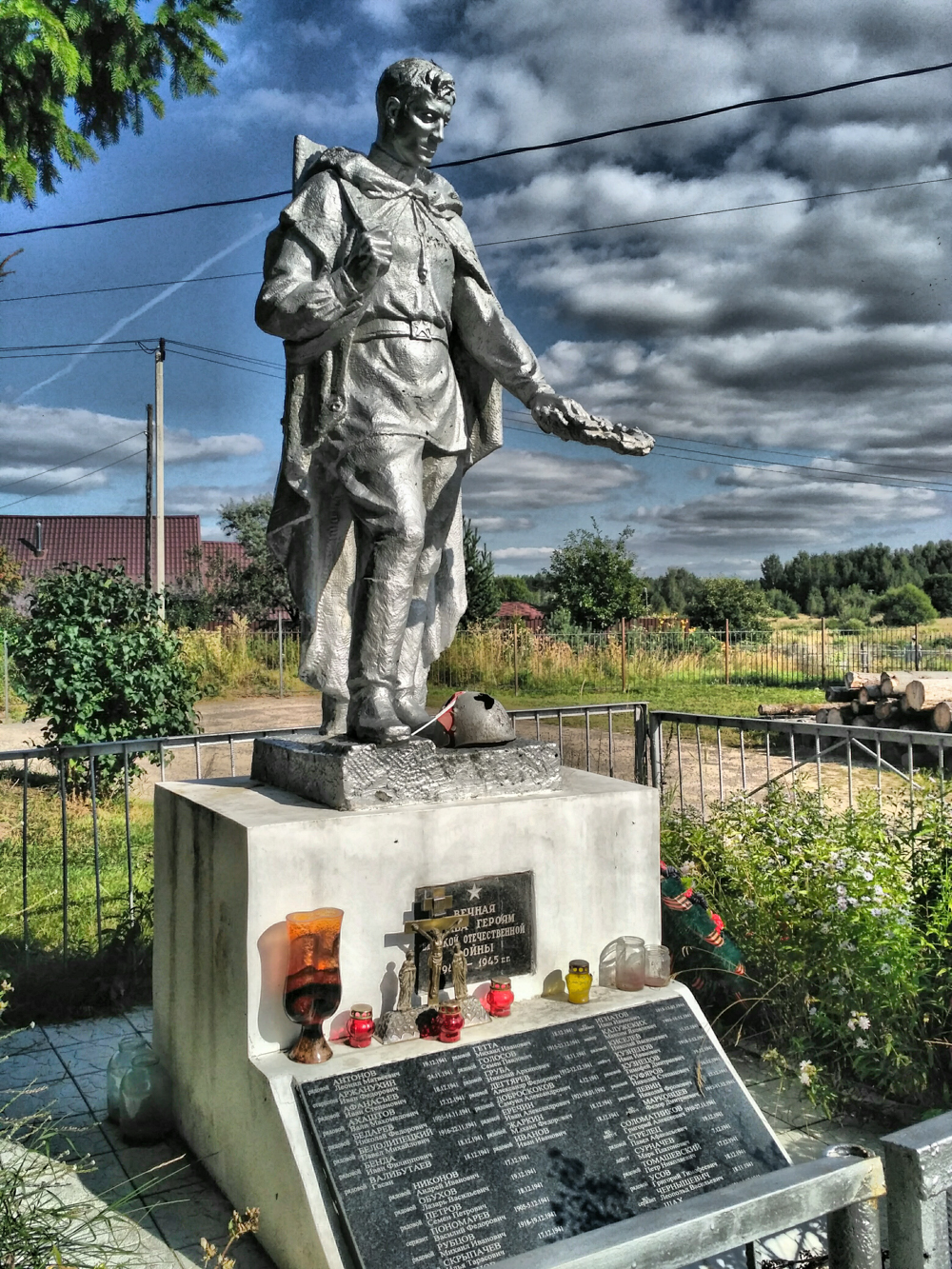
Мемориальное захоронение советских воинов Великой Отечественной войны

Первое упоминание села относится к началу XV века и связано с Савватьевским Сретенским монастырём, просуществовавшим до 1764 года. Известно, что в 1858 году село насчитывало 19 дворов и 187 жителей, а в 1886 году — уже 37 дворов и 244 жителя, среди которых был распространён «отхожий промысел» (работа на заводах и фабриках Твери), действовали водяная мельница и мелочная лавка; в 1919 году — 61 двор и 319 жителей. В 1930 году в Савватьево создан колхоз «Ильич», примерно в то же время — Савватьевское торфопредприятие, а в 1967 году — зверосовхоз «Савватьевский».
В селе действует Знаменская церковь. В 2009 году во время археологических раскопок был найдет белокаменный саркофаг с останками пожилого человека, предположительно преподобного Савватия Оршинского . Экспертизой не подтверждён такой значительный возраст останков.
В 1997 году — 178 хозяйств, 511 жителей.

## Население
| 1859 | 1886 | 1919 | 2002 | 2008 | 2010 |
| ---- | ---- | ---- | ---- | ---- | ---- |
| 203  | ↗244 | ↗319 | ↗506 | ↗521 | ↘503 |

## Русская православная церковь
Близ села расположена Савватиева пустынь.

## Известные люди
Уроженцем Савватьева является Герой Советского Союза Алексей Арсентьевич Томский (1924—1942) — участник Великой Отечественной войны, сержант, командир взвода автоматчиков.